# Konibodom
Konibodom – miasto w Tadżykistanie (wilajet sogdyjski); 58 tys. mieszkańców (2008). Ośrodek przemysłowy.
W mieście rozwinął się przemysł maszyn rolniczych, lekki, odzieżowe oraz spożywczy.